# Старий Трик
Старий Трик (рос. Старый Трык, удм. Вуж Тӥрыг) — присілок в Кізнерському районі Удмуртії, Росія.
Населення становить 42 особи (2010, 55 у 2002).
Національний склад (2002):
- росіяни — 89 %

Урбаноніми:
- вулиці — Дербушева, Металістів